# Christoph Willibald Gluck
Pour les articles homonymes, voir Gluck (homonymie).
Œuvres principales
Christoph Willibald, Ritter (chevalier) von Gluck est un compositeur de la période classique, né à Erasbach, en Bavière, le 2 juillet 1714 et mort à Vienne, en Autriche, le 15 novembre 1787.
Il a transformé l'opéra avec sa célèbre « réforme » visant à introduire le naturel et la vérité dramatique, et qui a notamment occasionné la querelle des Gluckistes et des Piccinnistes, qui l'opposa aux défenseurs de l'opéra italien, sans jamais toutefois le brouiller avec qui que ce soit. Il reste l'un des compositeurs les plus importants de la musique de la période classique dans l'aire germanophone avec Joseph Haydn, Wolfgang Amadeus Mozart, Karl Ditters von Dittersdorf, Franz Krommer et Carl Philipp Emanuel Bach. Il ouvre la porte au classicisme viennois dont il est le premier jalon significatif.

## Biographie

### Premières années (1714–1736)
La famille de Christoph Willibald Gluck est originaire du Haut-Palatinat bavarois. À sa naissance, son père Alexander est militaire au service des princes de Lobkowitz.
En 1717, la famille de Gluck quitte Erasbach et s'installe en Bohême, où son père exerce la fonction de maître des Eaux et Forêts – profession traditionnellement exercée dans la famille Gluck. Il y travaille successivement au service de Anne-Marie-Françoise de Saxe-Lauenbourg, grande-duchesse de Toscane (en 1717) à Reichstadt (actuellement Zákupy), du comte Kinský (en 1722) – l'une des plus prestigieuses maisons du royaume de Bohême – à Kreibitz, et du duc de Lobkowitz (en 1727 à Eisenberg (de)). Contrairement à ce que donnent à croire certaines biographies[Lesquelles ?], sa situation matérielle n'est pas précaire : le compositeur a lui-même dit qu'il était le fils d'un « maître des Eaux et Forêts », ce qui constitue sans doute une bonne transposition, et il semble probable que son père mourut dans une situation financière enviable.
Dès son plus jeune âge, Gluck montre des dispositions pour la musique. À Kreibitz, il suit ses premières leçons de musique et apprend le violon. Son intérêt pour la musique va alors croissant. Pourtant, son père – suivant en cela un usage courant à l'époque – souhaite le voir choisir le même métier que lui et il s'ingénie donc à contrarier les dispositions musicales de son fils. Le jeune Gluck apprend alors seul la guimbarde – instrument peu bruyant et qui a donc l'avantage de lui permettre de s'exercer en cachette. Et vers 1730, plutôt que de se soumettre à la volonté paternelle, il décide de quitter le foyer familial et parcourt le pays gagnant sa vie en chantant et en jouant de la guimbarde.
En 1731, Gluck s'inscrit à la faculté de philosophie de Prague. Il poursuit, sans doute également durant cette période, sa formation musicale. En 1735 ou 1736, aidé par la famille Lobkowitz et peut-être également par son père avec lequel il s'est réconcilié, Gluck se rend à Vienne avec l'intention de devenir musicien. Il entre au service du prince Lobkowitz en 1736.

### Italie (1736–1745)

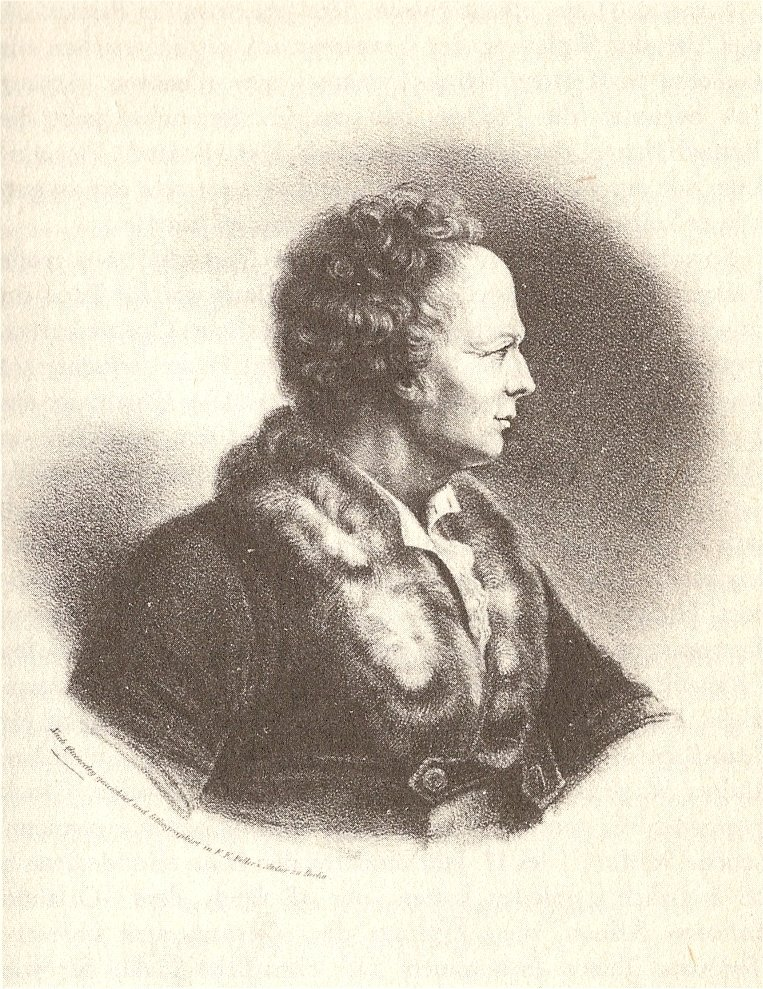
Gluck, Lithographie de F. E. Feller

À Vienne, l'empereur Charles VI impose alors son goût pour l'opera seria italien. Gluck décide dès lors en 1736 de se rendre en Italie afin de se perfectionner dans ce domaine ; il y est accompagné par le prince lombard Antonio Maria Melzi, qui l'a remarqué à Vienne. Arrivé à Milan, ce dernier décide de l'attacher à sa chapelle privée ; il le met également en relation avec le compositeur Giovanni Battista Sammartini sous la direction duquel Gluck acquiert de solides bases musicales. Pourtant, alors que son mentor pratique un art essentiellement instrumental (ce qui est somme toute rare pour un Italien de cette époque), Gluck lui, est surtout attiré par l'art dramatique. Il fait ainsi jouer son premier opéra, Artaserse (Artaxerxès), à Milan le 26 décembre 1741. Plusieurs autres suivent dans différentes villes d'Italie, il donne ainsi successivement : Demetrio (Démétrios), créé le 2 mai 1742 (Venise) ; Demofoonte, créé le 6 janvier 1743 (Milan) ; Il Tigrane (Tigrane II d'Arménie), créé le 26 septembre 1743 (Crema) ; La Sofonisba (Sophonisbe), créé le 18 janvier 1744 (Milan) ; l’Ipermestra, créé le 21 novembre 1744 (Venise) ; Poro (Porus), créé le 26 décembre 1744 (Turin) ; Ippolito (Hyppolite), créé le 31 janvier 1745 (Milan). Ces premiers ouvrages ne nous sont parvenus qu'à l'état fragmentaire. Gluck se conforme alors à la forme conventionnelle de l'opera seria et utilise les livrets (souvent de Métastase) alors à la mode et qui sont, suivant un usage courant à cette époque, utilisés et réutilisés de nombreuses fois par différents compositeurs.
Gluck reste en Italie jusqu'en 1745, année de son départ pour Londres.

### Londres (1745-1746)
Gluck arrive à Londres entre 1745 et le début de l'année 1746. Il y entre en relation avec lord Middlesex, directeur de l'Opéra qui se trouve encore actuellement au vieux théâtre de Haymarket.
Le 18 janvier 1746, Gluck donne à Londres l'opéra La Caduta de' Giganti (La Chute des Géants), sous-titré La Rebellione punita, dont le sujet fait allusion à la « prochaine défaite des Écossais » — qui remporte un certain succès —, puis, le 31 mars 1746, Artamene, démarqué de son Tigrane de 1743.
Lors de ce séjour anglais, Gluck fait notamment la connaissance de Haendel — à qui l'on chercha peut-être à l'opposer, le prince de Galles, qui protégeait l'Opéra, était en effet en conflit avec son père le roi George II qui lui, protégeait Haendel — et se lie avec le compositeur Thomas Arne.

### Tournée européenne (1746–1752)

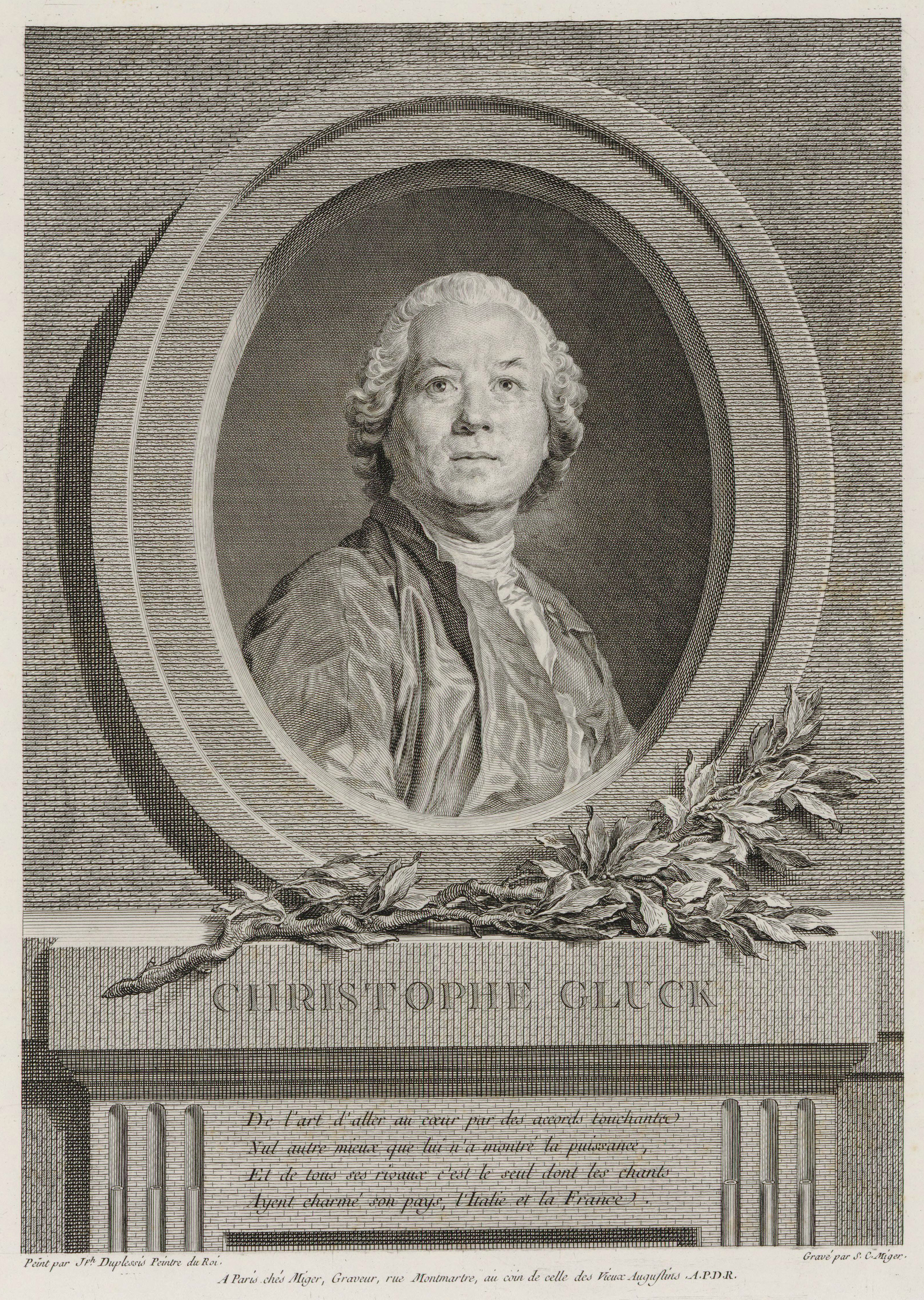
Gluck : gravure de Simon-Charles Miger.

À la fin de l'année 1746, Gluck quitte l'Angleterre et retourne en Allemagne. Il se fait engager dans la troupe ambulante d'opéra italien des frères Mingotti, avec laquelle il entame une tournée européenne trois ans durant. À Dresde, la troupe participe aux fêtes données en l'honneur d'un double mariage princier : celui du prince Friedrich-Christian de Saxe avec la princesse Maria-Antonia-Walpurga de Bavière et celui du prince-électeur Maximilien III Joseph de Bavière avec la princesse Marie-Anne de Saxe. Gluck crée à Pillnitz, résidence d'été de la cour de Saxe située aux environs de Dresde, le 29 juin 1747 Le nozze d'Ercole e d'Ebe (Le Mariage d'Hercule et d'Hébé) ; il s'y ressent l'influence de Johann Adolf Hasse et de Niccolò Jommelli. Cet opéra marque une étape importante dans l'évolution stylistique de Gluck. Il se distingue en effet des précédents par une volonté marquée d'exprimer musicalement les sentiments et les situations dans lesquelles se trouvent les personnages, et notamment au moyen d'une nouvelle utilisation des instruments, par une recherche d'effets pittoresques dans les passages évoquant la nature. C'est à Dresde également que le compositeur rencontre pour la première fois le chorégraphe français Jean-Georges Noverre avec qui il devait par la suite entamer une fructueuse collaboration.
En 1748, Gluck reçoit la commande d'un opéra pour Vienne - il compose donc La Semiramide riconosciuta qui est jouée le 18 mai 1748 avec succès.
La troupe continue sa tournée à Hambourg puis à Copenhague. C'est dans cette dernière ville qu'est créé devant la Cour son opéra-sérénade La Contesa dei Numi le 9 avril 1749 pour célébrer la naissance de l'héritier du trône du Danemark, le futur Christian VII.
Vers la fin de l'année 1749, à Prague, Gluck quitte la troupe des Mingotti pour se faire engager dans celle du nouveau directeur du théâtre de cette ville : J. B. Locatelli. Gluck y fait représenter Ezio (carnaval de 1750) et Issipile (carnaval de 1752). Ces opéras marquent l'apogée de sa carrière italienne, hors d'Italie.
Entretemps, le 15 septembre 1750, Gluck épouse Maria Anna Pergin, âgée de dix-huit ans et qui est la fille d'un riche négociant de Vienne. Il ne naîtra aucun enfant de ce mariage mais ils adopteront une fille, Marianne, née en 1759 et morte prématurément en 1776.
Gluck retourne ensuite brièvement en Italie vers la fin de l'année 1752 où il fait jouer à Naples le 4 novembre 1752 La clemenza di Tito (en) (La Clémence de Titus) qui connaît un grand succès.

### Vienne (1752–1774)

#### Reconnaissance (1752–1762)
À la fin de l'année 1752, Gluck revient à Vienne et s'y installe définitivement. Il jouit alors d'une renommée internationale et reçoit nombre de commandes de l'étranger. Il bénéficie en outre de la protection du prince de Saxe-Hildburghausen, favori de l'impératrice Marie-Thérèse, qui le nomme toujours la même année, chef de son orchestre privé ; il le nommera ensuite maître de chapelle. Il entre également en contact avec la Cour. Au palais Rofrano, résidence du prince, il fait la connaissance de nombreux artistes étrangers alors en vogue.
Le 24 septembre 1754, grâce à l'appui de son protecteur, est créé au château de Schlosshof son opéra-sérénade Le Cinesi (Les Chinoises) au cours d'une fête champêtre en l'honneur du couple impérial. L'œuvre séduit l'empereur François Ier qui en ordonne la reprise l'année suivante au Burgtheater où elle connaît le succès. Ce succès marque la carrière du musicien - il incite en effet le directeur du Théâtre de la Cour Giacomo Durazzo à le nommer comme compositeur. De cette période datent plusieurs œuvres de circonstances : La danza à Laxenbourg donné le 5 mai 1755, et L'innocenza giustificata donné le 8 décembre 1755 à Vienne sur un livret de Durazzo lui-même. Le 9 février 1756, Antigono est créé à Rome à la suite d'une commande. Le succès de cette œuvre vaut à son auteur d'être fait comte palatin du Latran et chevalier de l'Éperon d'or par le pape Benoît XIV. De cette date, il usera du titre de Ritter von Glück (chevalier de Glück). Puis, le 8 décembre 1756, est créé à Vienne Il re pastore.
À partir des années 1757/1758, Gluck – à la demande de Durazzo – arrange des comédies-vaudevilles françaises pour le théâtre de la cour. Ces ouvrages joués à l'origine aux foires Saint-Germain et Saint-Laurent à Paris et qui sont à l'origine de l'opéra comique, circulent en effet à Vienne où ils rencontrent les faveurs du public. Gluck s'intéresse alors beaucoup à ce genre – il le traite librement, à la manière française y ajoute ouverture et airs. Il compose dans ce genre : La Fausse Esclave, créé le 8 janvier 1758 (Vienne) ; L'Île de Merlin, créé le 3 octobre 1758 (Vienne) ; Cythère assiégée 1759 (Vienne) ; Le Diable à quatre, créé le 28 mai 1759 (Laxenbourg) ; L'Arbre enchanté, créé la même année ; L'Ivrogne corrigé, créé en avril 1760 (Vienne) et Le Cadi dupé, créé en 8 décembre 1761. Sa dernière mais non pas moindre composition dans le genre est La Rencontre imprévue ou Les Pèlerins de La Mecque créé le 7 janvier 1764 : cette œuvre – qui est en fait un véritable opéra-comique – ne contient en effet plus de vaudevilles et la musique en est donc entièrement originale. Son incursion dans le genre de l'opéra-comique qui est un genre spécifiquement français, lui permet de se familiariser avec la prosodie française ; son style évolue également vers plus de simplicité et de naturel dans le but d'obtenir une expression des sentiments toujours plus authentique : deux points dont l'importance se révélera par la suite fondamentale.
De cette période date également la sérénade Tetide créée le 10 octobre 1760, toujours à Vienne. C'est vers cette époque que ses amis tentent – d'abord sans succès – de lui obtenir un poste à la cour au théâtre ; poste auquel il est finalement nommé en 1759, avant de se voir peu après accorder une pension.

#### La «Réforme» (1762-1774)

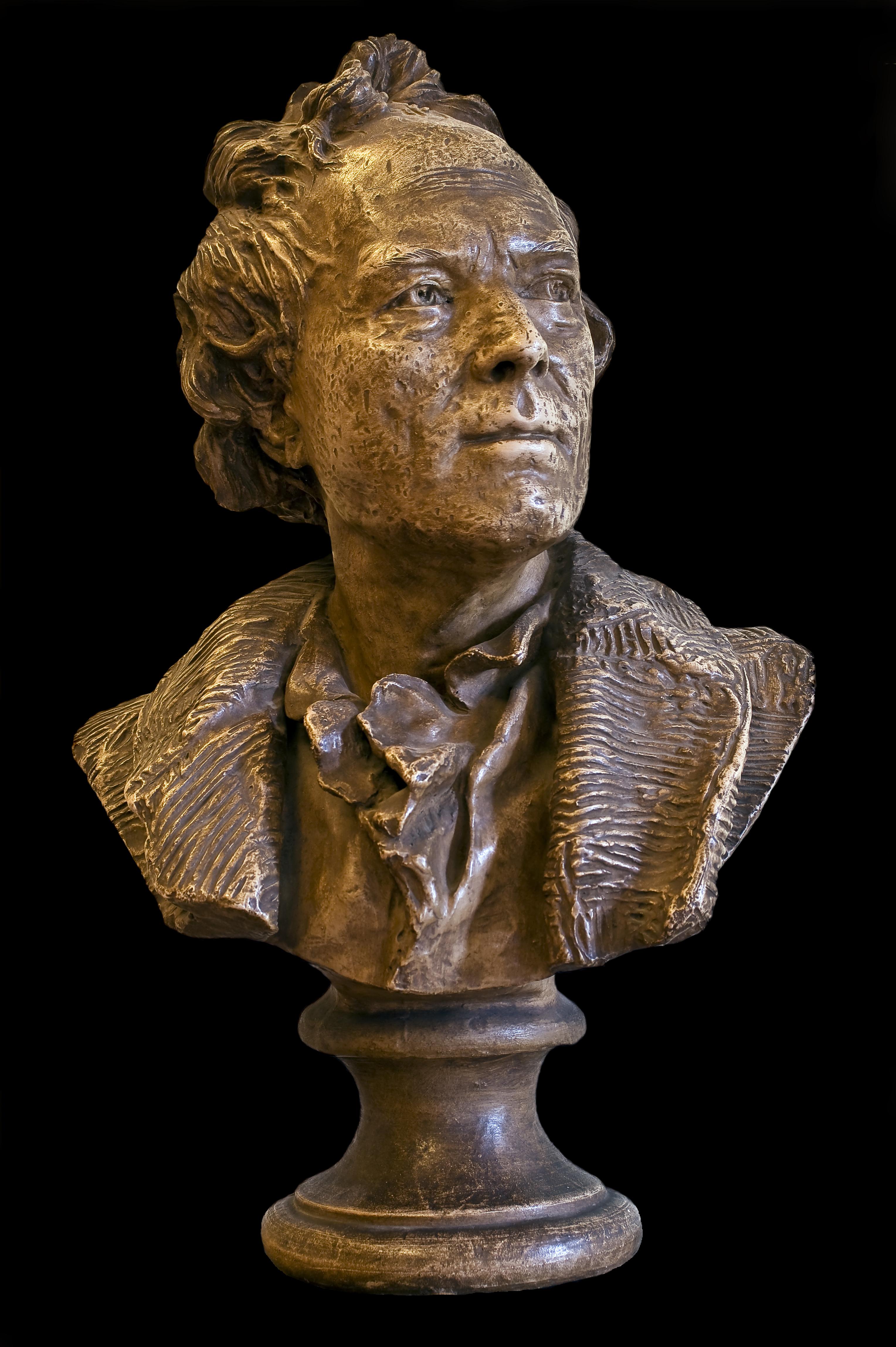
Buste en terre cuite de Gluck
par Jean-Antoine Houdon

Depuis plusieurs années, Gluck médite une nouvelle conception du drame. Durazzo, en mettant le compositeur en relation avec le poète Ranieri de' Calzabigi va largement contribuer à la concrétisation de ce projet. Le poète italien partage en effet les idées de réformes de l'opéra soutenues à Paris notamment par les philosophes tels que Diderot, Rousseau, Grimm ou Voltaire et encourage le compositeur dans cette voie. Il est en outre l'auteur de plusieurs ouvrages théoriques consacrés à l'opéra et dans lesquels, il prône notamment une « régénérescence de l'opera seria » italien. Gluck adhère largement aux conceptions du poète. C'est de cette collaboration que va se concrétiser une réforme radicale de l'opéra ; il en découlera plusieurs des œuvres majeures du compositeur.
Calzabigi souhaite ainsi de l'opéra français, particulièrement l'idée d'une plus grande fluidité entre l'air et le récitatif pour donner une plus grande continuité au drame. Il préconise également l'introduction de grandes pages chorales ainsi que l'emploi de la pantomime dansée, suivant les nouvelles idées chorégraphiques théorisées par Jean-Georges Noverre ou Gasparo Angiolini. Enfin il propose de substituer au drame métastasien généralement fondé sur une intrigue complexe, une action qui s'appuie sur un mythe et qui est basée sur une idée morale dont le protagoniste est le symbole vivant.
La première œuvre à naître de cette collaboration et qui marque donc le point initial de la « réforme » est Orfeo ed Euridice créé le 5 octobre 1762 à Vienne.
Suit le 17 octobre 1761, le ballet-pantomime Don Juan ou le Festin de Pierre également créé à Vienne et à la création duquel participe le chorégraphe Gasparo Angiolini. Cette œuvre est le premier véritable ballet d'action dans l'histoire de la musique.
En 1764 il donne un opéra-comique, La Rencontre imprévue, et l'année suivante deux ballets, puis deux nouveaux opéras, également sur des livrets de Calzabigi : Alceste (1767) et Paride ed Elena (1770). Même si, contrairement à Orfeo et Alceste, Gluck ne jugera pas utile d'adapter cet ouvrage pour la scène parisienne, il y puisera abondamment airs et ballets pour ses ouvrages parisiens. Par ailleurs, l'ouverture de Paride reprend l'idée de la sinfonia à l'italienne avec ses trois mouvements, à cette différence près que chacun d'eux s'enchaîne directement au suivant sans transition. Gluck a ainsi pu influencer le jeune Mozart, qui, quelques mois plus tard, allait faire créer son oratorio Betulia liberata, dont l'ouverture reprend le même concept. Mentionnons en outre que Paride esquisse déjà l'idée du leitmotiv, puisque la plupart des thèmes de l'ouverture sont entendus dans l'acte final, associés chaque fois à un élément dramatique (notamment la colère de Pallade).
Gluck est également professeur de clavecin de l’archiduchesse d’Autriche Marie-Antoinette, future reine de France. Elle lui accordera sa protection quelques années plus tard lorsqu’il sera à Paris.

### Paris (1774–1779)

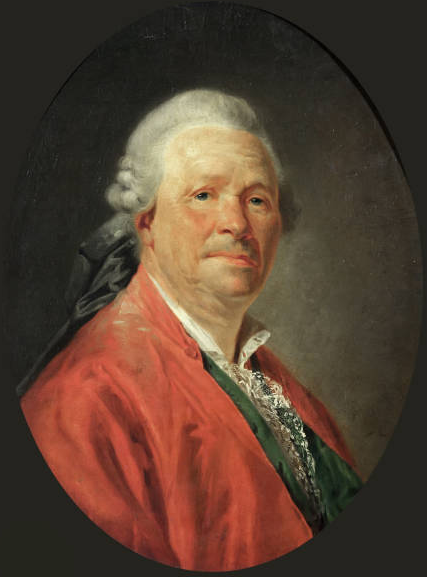
Portrait de Gluck 1777 par Étienne Aubry au Musée du Louvre.

Gluck, arrivé en 1773 à Paris, où il est protégé par la reine Marie-Antoinette,, sa compatriote et son ancienne élève, décide d'appliquer sa réforme à l'opéra français en 1774 et, dans la même année, donne Iphigénie en Aulide qui remporte un grand succès. Il donne peu après une version française de Orfeo ed Euridice qui devient ainsi Orphée et Eurydice. Puis en 1776 est créée la version française de Alceste qui à l’instar de Orphée et Eurydice est profondément remaniée par rapport à la version italienne originale. Ces deux opéras remportent chacun également un franc succès mais sont aussi le point de départ d'une controverse entre les tenants de Gluck et ceux de la musique italienne qui acceptent mal cette francisation de l’opéra italien. Ces derniers se choisissent alors comme champion le compositeur Niccolò Piccinni. En 1777 est créée Armide qui reprend le livret de Philippe Quinault, déjà mis en musique en 1685 par Jean-Baptiste Lully. C’est à cette occasion qu’éclate la querelle. Elle prend fin en 1779 avec le succès d'Iphigénie en Tauride. Mais quelques mois plus tard, la création de Echo et Narcisse se solde par un échec. Gluck quitte alors définitivement la capitale française.

### Dernières années (1779–1787)
Affecté par cet échec, Gluck retourne à Vienne. Bien qu’admiré par ses contemporains tels que Joseph Martin Kraus, Gluck met un terme à sa carrière. Il révise Iphigénie en Tauride pour en donner une version allemande et compose quelques lieder mais renonce à se rendre à Londres. Il meurt en 1787 à Vienne.

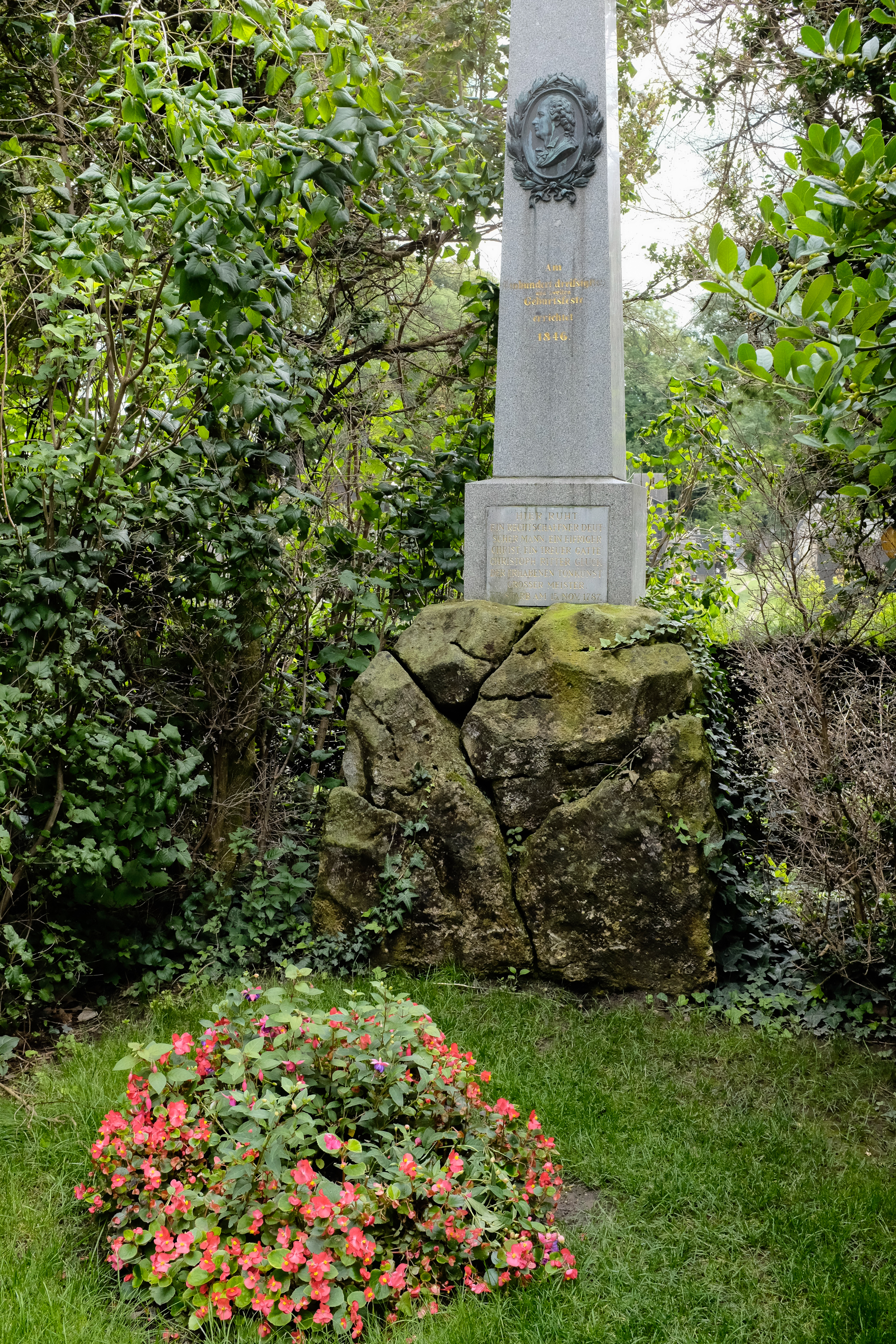
La sépulture au cimetière central de Vienne

## Œuvre
Gluck laisse un total de 93 œuvres.

## Distinctions
- Chevalier de l'Éperon d'or.

## Hommages
La rue Gluck, près de l'Opéra de Paris, et la via Gluck à Milan, chantée par Adriano Celentano, ont été nommées en sa mémoire.
En astronomie, sont nommés en son honneur (7624) Gluck, un astéroïde de la ceinture principale d'astéroïdes, et Gluck, un cratère de la planète Mercure.

#### Bases de données et dictionnaires
- Ressources relatives à la musique :   - International Music Score Library Project
  - AllMusic
  - Bait La Zemer Ha-Ivri
  - Bayerisches Musiker-Lexikon Online
  - Carnegie Hall
  - Discography of American Historical Recordings
  - Discogs
  - Grove Music Online
  - MusicBrainz
  - Musopen
  - Muziekweb
  - Operone
  - Répertoire international des sources musicales
- Ressources relatives au spectacle :   - Archives suisses des arts de la scène
  - Les Archives du spectacle
  - Internet Broadway Database
  - Kunstenpunt
- Ressources relatives aux beaux-arts :   - AGORHA
  - British Museum
  - National Portrait Gallery
  - Royal Academy of Arts
- Ressources relatives à l'audiovisuel :   - AllMovie
  - Filmportal
  - IMDb
  - Unifrance
- Ressource relative à plusieurs domaines :   - Radio France
- Ressource relative à la recherche :   - Isidore
- Notices dans des dictionnaires ou encyclopédies généralistes :   - Britannica
  - Brockhaus
  - Den Store Danske Encyklopædi
  - Deutsche Biographie
  - E-archiv.li
  - Enciclopedia italiana
  - Enciclopedia De Agostini
  - Gran Enciclopèdia Catalana
  - Hrvatska Enciklopedija
  - Internetowa encyklopedia PWN
  - Nationalencyklopedin
  - Proleksis enciklopedija
  - Store norske leksikon
  - Treccani
  - Universalis
  - Visuotinė lietuvių enciklopedija
- Notices d'autorité :   - VIAF
  - ISNI
  - BnF (données)
  - IdRef
  - LCCN
  - GND
  - Italie
  - Japon
  - CiNii
  - Espagne
  - Belgique
  - Pays-Bas
  - Pologne
  - Israël
  - NUKAT
  - Catalogne
  - Suède
  - Vatican
  - WorldCat